# A Lista
A Lista (estilizada como α_listα) é uma série de televisão via streaming de origem portuguesa, dos géneros suspense e drama adolescente criada por Raquel Palermo para a plataforma OPTO. A série passa-se em Lisboa, onde acompanha um grupo de amigos que não se conheciam entre si até à morte de uma amiga que todos têm em comum que após a sua morte são adicionados a uma estranha lista. A série apresenta Júlia Palha, Carolina Loureiro, Diogo Lopes, Laura Dutra, Luís Ganito, Bruna Quintas, Luís Garcia e Rodrigo Trindade no elenco principal.
A Lista explora conceitos e temas associados aos dramas da adolescência, mas também apresenta questões mais progressistas e outros aspectos de seus clichês. Estruturalmente, a série emprega um enredo que envolve um elemento misterioso, ocorrendo em duas linhas do tempo (antes e depois da morte de Patrícia). A primeira temporada é composta por dez episódios e foi lançada a 24 de setembro de 2021.
A 30 de novembro de 2021, foi revelado que a série teria uma segunda temporada com 10 episódios, estreando a 3 de dezembro do mesmo ano, com os primeiros cinco episódios da temporada a serem lançados semanalmente. Poucos dias antes da estreia do 6º episódio, a 2 de janeiro de 2022, ocorreu um ataque informático aos sites do grupo Impresa que deixou inacessível temporariamente a OPTO, a plataforma de streaming que transmite a série, o que causou o adiamento de três dos cinco restantes episódios da temporada para 22 de janeiro, tendo os dois restantes episódios sido emitidos na data prevista.
A 2 de fevereiro de 2022 foi revelado que a série teria uma terceira temporada com 10 episódios que estreou ainda no mesmo mês, no dia 11.
A 3 de abril de 2022 foi revelado que a série teria uma quarta temporada composta por 10 episódios que estreou ainda no mesmo mês, no dia 22, e ao contrário das temporadas anteriores, os primeiros quatro episódios foram lançados no mesmo dia.
A 1 de junho de 2022 foi revelado que a série teria uma quinta temporada composta por 10 episódios, estreando ainda no mesmo mês, no dia 10.
A 5 de agosto de 2022 foi revelado que a série teria uma sexta temporada composta por 10 episódios, estreando ainda no mesmo mês, no dia 19.
A 13 de outubro de 2022, foi inicialmente revelado que a série teria uma sétima temporada (que seria a última) composta por 15 episódios, com mais 5 episódios que as anteriores temporadas, estreando ainda no mesmo mês, no dia 21. Porém, devido à estreia da segunda temporada de Praxx, foi revelado a 9 de janeiro de 2023 que os últimos 5 episódios foram adiados para 2023 e que seriam transformados numa oitava (e última) temporada, estreando a 17 de fevereiro de 2023. O último episódio da série foi lançado ainda no mesmo ano, a 17 de março.

## Sinopse

### Primeira temporada (2021)
Alice, Micaela, Bruno, Paulo e Sérgio tinham uma amiga em comum - Patrícia. Ela era luz, era sonho e era também a vontade de viver na capital e aí construir a sua vida. Mas um acidente, ou uma fatalidade, levaram-na cedo demais. A sua morte uniu os amigos e tornou-os um grupo coeso.
Dez dias após a sua morte, os cinco juntam-se para abrir um frasco de papéis, com sonhos e objetivos por realizar, que Patrícia lhes deixou. Entre muitos sonhos inocentes e positivos, há alguns obscuros e violentos, que os obrigam a olhar para eles mesmos e para a amiga com outros olhos. E é nesta mistura de luz e escuridão que vamos conhecendo melhor os vários amigos de Patrícia e as suas histórias e desafios, e os momentos que viveram com ela e que vão recordando, em desafios e batalhas morais e físicas, quase intransponíveis.
Todas as tarefas envolvem, de alguma forma, Lisboa, ou uma forma de olhar para a cidade que Patrícia amava. A cidade onde foi feliz. Quer seja o miradouro onde mais gostava de olhar a cidade, uma rua onde beijou um namorado, uma loja antiga onde gostava de passar horas ou um novo lugar, recém-criado, numa nova zona da capital, todos os lugares têm um significado. Para perceberem Patrícia, os amigos terão também de percorrer a cidade. E quando perceberem que a sua morte não foi acidental, é também nestes percursos e nestes lugares que podem estar as respostas para o que de facto aconteceu a Patrícia. Para resolver um mistério que só poderia ter acontecido em Lisboa.
Regressaram ao coração da cidade onde habitam e trabalham, juntos. Adoram a cidade e é nela que querem viver e concretizar os seus sonhos. Tiago está a tomar conta de um pequeno prédio, onde vivem Alice e Micaela, e planeia abrir em breve uma loja de discos de vinil, num espaço onde existia uma loja de eletrodomésticos que fechou na altura da pandemia. Catarina trabalha na cidade, transportando turistas e fazendo visitas guiadas. Bruno é fã das trotinetes e das bicicletas elétricas, a sua primeira escolha sempre que tem de se deslocar do Hospital onde trabalha para ir ter com os amigos. E Paulo trabalha no comércio local, numa frutaria de bairro, que ainda preserva o contacto com o cliente como a melhor arma de negócio.

### Segunda temporada (2021-2022)
Enquanto a PJ investiga o homicídio de Paty, os amigos continuam a abrir origamis e a lidar com os desafios do cotidiano.
O grupo de amigos de Patrícia prossegue a abertura dos origamis, tentando descobrir o motivo pelo qual ela quereria matar uma pessoa. A PJ investiga o homicídio da jovem e percebe que este caso tem ligações a outras investigações em curso.

### Terceira temporada (2022)
Após o violento ataque a Mateus, que cria discórdia entre o grupo de amigos, uns querem fugir e outros defendem que as responsabilidades do crime têm que ser assumidas.

### Quarta temporada (2022)
O grupo de amigos procura identificar o pedófilo que Patrícia queria apanhar, ao mesmo tempo que tenta perceber a relação da amiga com a atriz porno Spicy Mimi. A extrema-direita dá nas vistas pelos piores motivos. O passado assombra Simão.

### Quinta temporada (2022)
Catarina toma o lugar de Alice no grupo dos origamis e tem uma bad trip com cogumelos mágicos que a faz correr perigo de vida. Surge uma mulher misteriosa no hostel. O grupo confronta-se com os seus maiores medos. Simão ensina Paulo a criar notícias falsas, mas uma dura realidade fá-lo recuar.

### Sexta temporada (2022)
Desiludida com os últimos acontecimentos e com quem a rodeia, Alice faz mudanças drásticas na sua vida. Conhece as irmãs Jiang e Liu. O grupo divide-se em relação ao tio Francisco. Monteiro ajuda a PJ numa complexa investigação.

### Sétima temporada (2022)
Um ato irrefletido de Sérgio cria o caos na sua vida e na dos amigos. O grupo é obrigado a fazer o luto pela morte de Paty. Pressionado para liderar uma força política extremista, Simão repensa as suas atitudes e escolhas anteriores.

### Oitava temporada (2023)
O grupo de amigos abre, finalmente, os últimos origamis e Sérgio vê o seu futuro ser decidido em tribunal.

## Elenco

### Elenco principal
| Ator/Atriz        | Personagem                         | Temporada | Temporada | Temporada | Temporada    | Temporada    | Temporada    | Temporada    | Temporada    |
| Ator/Atriz        | Personagem                         | 1         | 2         | 3         | 4            | 5            | 6            | 7            | 8            |
| ----------------- | ---------------------------------- | --------- | --------- | --------- | ------------ | ------------ | ------------ | ------------ | ------------ |
| Júlia Palha       | Alice Campos                       | Principal | Principal | Principal | Principal    | Principal    | Principal    | Principal    | Principal    |
| Carolina Loureiro | Patrícia «Paty» Pereira            | Principal | Principal | Principal | Participação | Participação | Participação | Participação | Participação |
| Diogo Lopes       | Tiago Antunes                      | Principal | Principal | Principal | Principal    | Principal    | Principal    | Principal    | Principal    |
| Laura Dutra       | Catarina Lemos                     | Principal | Principal | Principal | Principal    | Principal    | Principal    | Principal    | Principal    |
| Luís Ganito       | Paulo Santos                       | Principal | Principal | Principal | Principal    | Principal    | Principal    | Principal    | Principal    |
| Bruna Quintas     | Luísa Micaela «Mica» Silva Castelo | Principal | Principal | Principal | Principal    | Principal    | Principal    | Principal    | Principal    |
| Luís Garcia       | Bruno Amaro                        | Principal | Principal | Principal | Principal    | Principal    | Principal    | Principal    | Principal    |
| Rodrigo Trindade  | Sérgio Trindade                    | Principal | Principal | Principal | Principal    | Principal    | Principal    | Principal    | Principal    |

### Elenco recorrente
| Ator/Atriz           | Personagem                         | Temporada       | Temporada       | Temporada       | Temporada       | Temporada       | Temporada       | Temporada       | Temporada       |
| Ator/Atriz           | Personagem                         | 1               | 2               | 3               | 4               | 5               | 6               | 7               | 8               |
| -------------------- | ---------------------------------- | --------------- | --------------- | --------------- | --------------- | --------------- | --------------- | --------------- | --------------- |
| Soraia Tavares       | Jéssica Fontes                     | Recorrente      | Recorrente      | Recorrente      | Recorrente      | Recorrente      | Recorrente      | Recorrente      | Recorrente      |
| Diana Marquês Guerra | Carla Marques                      | Recorrente      | Recorrente      | Recorrente      | Recorrente      | Recorrente      | Recorrente      | Recorrente      | Recorrente      |
| Sabri Lucas          | Joaquim Santos                     | Recorrente      | Recorrente      | Recorrente      | Recorrente      | Recorrente      | Recorrente      | Recorrente      | Recorrente      |
| Filipe Matos         | Simão Seixas Fonseca               | Recorrente      | Recorrente      | Recorrente      | Recorrente      | Recorrente      | Recorrente      | Recorrente      | Recorrente      |
| Beatriz Frazão       | Alexandra «Alex»                   | Does not appear | Does not appear | Does not appear | Recorrente      | Recorrente      | Does not appear | Does not appear | Does not appear |
| Anna Eremin          | Isabel «Isa» Ribeiro/Mariana Alves | Does not appear | Does not appear | Does not appear | Does not appear | Recorrente      | Adicional       | Adicional       | Does not appear |
| Rita Rocha Silva     | Zu Jiang                           | Does not appear | Does not appear | Does not appear | Does not appear | Does not appear | Recorrente      | Recorrente      | Recorrente      |
| Bia Wong             | Liu                                | Does not appear | Does not appear | Does not appear | Does not appear | Does not appear | Recorrente      | Adicional       | Adicional       |
| Helena Caldeira      | Maria                              | Does not appear | Does not appear | Does not appear | Does not appear | Does not appear | Does not appear | Recorrente      | Recorrente      |
| Cátia Ribeiro        | Filipa                             | Does not appear | Does not appear | Does not appear | Does not appear | Does not appear | Does not appear | Does not appear | Recorrente      |

### Participação especial
| Ator/Atriz             | Personagem                | Temporada       | Temporada       | Temporada       | Temporada       | Temporada       | Temporada       | Temporada       | Temporada       |
| Ator/Atriz             | Personagem                | 1               | 2               | 3               | 4               | 5               | 6               | 7               | 8               |
| ---------------------- | ------------------------- | --------------- | --------------- | --------------- | --------------- | --------------- | --------------- | --------------- | --------------- |
| Cláudia Vieira         | Carolina Veiga            | Participação    | Participação    | Participação    | Participação    | Participação    | Participação    | Participação    | Participação    |
| Mafalda Vilhena        | Paula Lemos               | Participação    | Participação    | Participação    | Participação    | Participação    | Participação    | Participação    | Participação    |
| Jorge Corrula          | Carlos Rodrigues          | Participação    | Participação    | Participação    | Does not appear | Does not appear | Does not appear | Does not appear | Does not appear |
| Rui Luís Brás          | Francisco Marinhais       | Participação    | Participação    | Participação    | Does not appear | Does not appear | Does not appear | Participação    | Participação    |
| Carlos Oliveira        | Mateus Vieira             | Participação    | Participação    | Participação    | Does not appear | Does not appear | Does not appear | Does not appear | Does not appear |
| Mafalda Rodiles        | Francisca Lopes Rodrigues | Participação    | Does not appear | Does not appear | Adicional       | Adicional       | Participação    | Participação    | Participação    |
| António Pedro Cerdeira | Ricardo Silva Pereira     | Participação    | Does not appear | Participação    | Participação    | Participação    | Adicional       | Adicional       | Does not appear |
| Almeno Gonçalves       | Cristóvão Monteiro        | Does not appear | Does not appear | Participação    | Participação    | Adicional       | Participação    | Participação    | Participação    |
| Sérgio Praia           | Alberto de Oliveira       | Does not appear | Does not appear | Does not appear | Does not appear | Does not appear | Participação    | Participação    | Participação    |

### Elenco adicional
| Ator/Atriz      | Personagem | Temporada       | Temporada       | Temporada       | Temporada       | Temporada       | Temporada       | Temporada | Temporada |
| Ator/Atriz      | Personagem | 1               | 2               | 3               | 4               | 5               | 6               | 7         | 8         |
| --------------- | ---------- | --------------- | --------------- | --------------- | --------------- | --------------- | --------------- | --------- | --------- |
| Ana Lopes       | Cátia      | Sim             | Sim             | Sim             | Sim             | Sim             | Sim             | Sim       | —         |
| Rita Oom        | Dealer     | Does not appear | Does not appear | Does not appear | Does not appear | Does not appear | Does not appear | Sim       | —         |
| João Maria Reis | Piteira    | Does not appear | Does not appear | Does not appear | Does not appear | Does not appear | Does not appear | Sim       | —         |

## Produção

### Desenvolvimento
Em julho de 2021, foi revelado que a SIC estaria a preparar uma nova série para a OPTO com o título de “A Lista”, da autoria de Raquel Palermo.

### Escolha do elenco
Os primeiros nomes anunciados para o elenco foram os atores Júlia Palha, Carolina Loureiro e Diogo Lopes.
Os atores Cláudia Vieira, Laura Dutra, Mafalda Vilhena, Rodrigo Trindade, Sabri Lucas, Diana Marquês Guerra, Luís Ganito, Luís Garcia, Bruna Quintas, Filipe Matos, Ana Lopes, Carlos Oliveira, Rui Luís Brás e Rute Miranda também foram confirmados no elenco da série.

### Gravações
As gravações começaram a 3 de agosto de 2021 e terminaram a 15 de janeiro de 2022.

## Exibição

### Exibição internacional
As oito temporadas da série foram lançadas a 23 de março de 2024 na plataforma de streaming Amazon Prime Video.
| País  | Transmissão        | Título adaptado | Temporadas | Lançamento          |
| ----- | ------------------ | --------------- | ---------- | ------------------- |
| Mundo | Amazon Prime Video | A Lista         | 8          | 23 de março de 2024 |

## Episódios
| Resumo | Resumo | Episódios | Episódios | Originalmente exibido   | Originalmente exibido  |
| Resumo | Resumo | Episódios | Episódios | Estreia da temporada    | Final da temporada     |
| ------ | ------ | --------- | --------- | ----------------------- | ---------------------- |
|        | 1      | 10        | 10        | 24 de setembro de 2021  | 26 de novembro de 2021 |
|        | 2      | 10        | 10        | 3 de dezembro de 2021   | 4 de fevereiro de 2022 |
|        | 3      | 10        | 10        | 11 de fevereiro de 2022 | 15 de abril de 2022    |
|        | 4      | 10        | 10        | 22 de abril de 2022     | 3 de junho de 2022     |
|        | 5      | 10        | 10        | 10 de junho de 2022     | 12 de agosto de 2022   |
|        | 6      | 10        | 10        | 19 de agosto de 2022    | 21 de outubro de 2022  |
|        | 7      | 10        | 10        | 28 de outubro de 2022   | 30 de dezembro de 2022 |
|        | 8      | 5         | 5         | 17 de fevereiro de 2023 | 17 de março de 2023    |